# Вест-Пойнт (Кентуккі)
Вест-Пойнт (англ. West Point) — місто (англ. city) в США, в окрузі Гардін штату Кентуккі. Населення — 952 особи (2020).

## Географія
Вест-Пойнт розташований за координатами 37°59′42″ пн. ш. 85°57′13″ зх. д. / 37.99500° пн. ш. 85.95361° зх. д. (37.995004, -85.953637).  За даними Бюро перепису населення США в 2010 році місто мало площу 1,43 км², з яких 1,43 км² — суходіл та 0,01 км² — водойми. В 2017 році площа становила 6,97 км², з яких 6,90 км² — суходіл та 0,06 км² — водойми.

## Демографія
Згідно з переписом 2010 року, у місті мешкало 797 осіб у 338 домогосподарствах у складі 214 родин. Густота населення становила 556 осіб/км².  Було 425 помешкань (297/км²).
Расовий склад населення:
| - 96,4 % — білих - 1,8 % — корінних американців - 0,6 % — чорних або афроамериканців - 0,1 % — азіатів |

До двох чи більше рас належало 0,9 %. Частка іспаномовних становила 0,8 % від усіх жителів.
За віковим діапазоном населення розподілялося таким чином: 21,0 % — особи молодші 18 років, 64,7 % — особи у віці 18—64 років, 14,3 % — особи у віці 65 років та старші. Медіана віку мешканця становила 41,3 року. На 100 осіб жіночої статі у місті припадало 98,8 чоловіків;  на 100 жінок у віці від 18 років та старших — 98,1 чоловіків також старших 18 років.
Середній дохід на одне домашнє господарство  становив 42 831 долар США (медіана — 32 368), а середній дохід на одну сім'ю — 47 746 доларів (медіана — 38 125). За межею бідності перебувало 30,3 % осіб, у тому числі 41,9 % дітей у віці до 18 років та 17,1 % осіб у віці 65 років та старших.
Цивільне працевлаштоване населення становило 364 особи. Основні галузі зайнятості: виробництво — 23,4 %, будівництво — 16,5 %, освіта, охорона здоров'я та соціальна допомога — 14,8 %.

## У популярній культурі
Події відеогри в жанрі виживання Project Zomboid розгортаються у 1990-х роках в агломерації Луїсвілла, де є Луїсвілл та навколишні містечка Вест-Пойнт і Малдра, а також кілька вигаданих населених пунктів.